# 프래절 (영화)
《프래절》(스페인어: Frágiles, 영어: Fragile)은 스페인과 영국에서 제작된 자우메 발라게로 감독의 2005년 공포 스릴러 영화이다. 캘리스타 플록하트 등이 출연하였고, 훌리오 페르난데스 등이 제작에 참여하였다.

## 줄거리
잉글랜드 아일오브와이트주. 거의 문을 닫기 직전인 한 어린이 병동에서 환아들의 뼈가 이유 없이 계속 골절되는 이상 현상이 벌어진다. 간호사 에이미는 낭포성 섬유증을 앓는 고아 소녀 매기와 가까워진다. 그러나 매기는 죽음이 가까워진 자의 눈에만 보인다는 도시 전설 속 인물인 샬럿을 보게 되고, 에이미는 샬럿을 봤다고 한 아이들이 전부 죽었음을 알게 된다. 한편 아이들이 잠자는 숲속의 미녀를 볼 때 에이미는 진정한 사랑이 담긴 입맞춤에는 특별한 힘이 있다고 말한다. 
에이미는 현재 쓰이지 않는 위층 병동에서 불완전 뼈형성을 앓던 소녀 환자와 간호사가 함께 찍힌 사진과 필름릴을 발견한다. 사진에는 “샬럿과 맨디, 1959년”이라고 적혀 있다. 에이미는 소녀 샬럿이 원귀가 되어 환아들이 자신과 같은 고통을 겪게 만들고 있는 것이 아닌가 짐작한다.
그러나 에이미는 사진 속 간호사가 소녀 환자에게 집착해 병원을 떠나지 못하게 하려고 끊임없이 인위로 골절을 일으킨 끝에 들켜서 해고되자 소녀를 질식으로 숨지게 만들고 소녀의 정형기를 본인 몸에 착용한 뒤 승강기 통에 몸을 던져 자살했다는 걸 알게 된다. 또한 로버트 의사는 소녀 환자 이름은 맨디이고 샬럿은 간호사의 이름이라는 걸 알아낸다. 간호사 샬럿의 영혼이 아이들을 병원에 붙들어 놓기 위해 전과 똑같은 짓을 벌이고 있던 것.
샬럿이 분노하면서 병원이 무너지기 시작하고, 직원들이 환아들을 대피시키는 가운데 매기는 애착 인형을 찾으려다가 뒤처진다. 샬럿에게 당한 매기는 결국 죽고 매기를 구하려던 에이미는 실혈로 정신을 잃는다. 로버트는 제세동기를 써보지만 에이미의 심장은 멎어 버린다. 이때 매기의 영혼이 에이미에게 순수한 사랑이 담긴 입맞춤을 하자 에이미가 다시 숨을 쉰다. 에이미는 다른 병원에 실려가고, 한 노인 환자는 매기의 영혼이 자신이 가장 사랑했던 대상인 에이미의 침대 곁에 있는 것을 본다. 

## 출연진
- 캘리스타 플록하트
- 리처드 록스버러
- 엘레나 아나야
- 제마 존스
- 얘즈민 머피
- 콜린 맥팔런
- 마이클 페닝턴
- 다니엘 오티스
- 이바나 바케로

## 기타 제작진
- 라인 제작: 퍼트리샤 카, 카를라 페레스 데알베니스, 테레사 헤파엘
- 공동 제작: 알베르트 마르티네스 마르틴
- 배역: 웬디 브레이징턴
- 미술: 알라인 바이네